# Lou Dalfin
Lou Dalfin est un groupe italien de folk rock. Leur style musical mêle musique traditionnelle occitane et moderne. Fondé par le vielleur Sergio Berardo en 1982 dans les Vallées occitanes du Piémont, le groupe chante en occitan, plus précisément dans le dialecte vivaro-alpin, aussi appelée dans les vallées « La lenga nòstra » (« notre langue »).
Une des caractéristiques de Lou Dalfin est l'emploi simultané d'instruments acoustiques traditionnels de la musique occitane, notamment la vielle à roue, l'accordéon diatonique, la cornemuse, et d'instruments, électriques ou non, typiques du rock (guitare électrique, batterie).

## Histoire

### Débuts
Le groupe Lou Dalfin (« le dauphin », en occitan) est formé en 1982 par Sergio Berardo avec l'objectif de revisiter la musique traditionnelle occitane. Une line-up acoustique (vielle à roue, accordéon, violon, plectres, clarinette, flûte) et un répertoire de musiques historiques et populaires – instrumentales et vocales – caractérisent le parcours artistique de la formation d'origine. Selon cette approche ils enregistrent deux LP : En franso i ero de grando guero en 1982 (d'abord épuisé puis réédité en cassette) et L'aze d'alegre en 1984. En 1985, le groupe se sépare pour laisser place à d’autres projets musicaux : L'Arp, La Ciapa Rusa et Lou Nouvè de l'Argentiera, pour les plus connus. Lou Dalfin « ressuscite » durant l’automne 1990 : Sergio réunit autour de lui différents musiciens d’extractions musicales diverses – folk, jazz et rock. Le début de cette seconde expérience a représenté le mouvement naturel du groupe de la forme acoustique à celle actuelle[Quand ?]. À côté des instruments puis typiques de la tradition - vioulo, pivo, armoni a semitoun, fifre, arebebo, viouloun, etc. – sont introduits basse, batterie, guitare, et claviers. C’est le nouveau son des Lou Dalfin.
Lou Dalfin participent aussi au Mercat de música viva de Vic, près de Barcelone, en Catalogne, en 1993, et à Arezzo Wave en 1994, ainsi qu’au Printemps de Bourges en 1995 dans le Cher, en France. En juillet 2002, ils sont au fameux festival de Saint-Chartier, temple de la musique traditionnelle européenne, où ils suscitent un énorme succès de la part du public.

### Nouveaux albums
Après la sortie en juin 2004 de l'album L'òste del Diau, le groupe fait une tournée d’été en Italie et en France, et à participer au festival musical Follia Rotolante de Rai 2. En 2006, le groupe joue aux Jeux olympiques de Turin avant Lou Reed et en été participe aux festivals Tradicionàrius (Barcelone), La Notte della Taranta (Salento – Italie), Nuits atypiques (Langon), Estivada (Rodez[Lequel ?]).
Le 18 mai 2007 est paru l’album I Virasolelhs (chez Musicalista/Self),, enregistré au Laboratori de Musica Artigianal de La Rocha par Marco Martinetto. Le disque voit de nouveau la collaboration avec Luca Enoch (un des auteurs les plus connus de bandes dessinées en Italie) qui a dessiné la couverture et voit la participation de plusieurs artistes entre lesquels Papet J des Massilia Sound System et les percussions des timbales.
Après la sortie du disque les Lou Dalfin commencent une tournée qui les voient jouer à Rome, au festival de Villa Ada Roma Incontra il Mondo, à Turin à la Piazza Castello avec Dhol Foundation pour l’ouverture du festival Occitanica, sur les scènes françaises au festival de Néoules (Var), à Gémenos (Bouches-du-Rhône), à La Brigue (Alpes-Maritimes) et à l’Hestiv’Oc de Pau (Pyrénées-Atlantiques). Le groupe a joué aussi dans un des plus importants festivals de musiques du monde en Italie à Carpino, à l'Okarina Folk Festival de Bled (Slovénie) et à Getxo (Biscaye, Pays basque) pour le Getxo Folk Festival.
En 2008, Lou Dalfin part de nouveau en tournée avec plus de 50 concerts dans toute l'Italie (le 4 avril ils atteignent le but des 1 000 concerts dont notamment à l’Hiroshima, Mon Amour de Turin), en France (Total Festum, Festival Convivencia, Festa d’Oc, Lo Ragga Baleti des étoiles…), en Espagne (Santander, Cardedeu…) et en Allemagne (Eiserner Eversteiner). Au mois de mai 2008 I Virasolelhs paraît en France (L'Autre Distribution), Espagne (Galileo), Allemagne (Just Records), Royaume-Uni (Egea UK), Australie (Planet Distribution), Autriche (Extraplatte), Benelux (Central Distribution), Canada (Festival Distribution), Japon (Ahora), et États-Unis (Wayside). En janvier 2009 sort l'album Remescla, CD entièrement composé de remix produits par des importants DJ de global beat comme Barxino (Barcelone), Feel Good Productions (Italie), Badmarsh (Londres), Ahilea (Autriche), Hi Life Connection (Italie), DJ Code (Japon), Dr. Cat (Londres – Italie), Dum Dum Project (USA), Xcoast (Italie) et autres.

### Depuis 2010

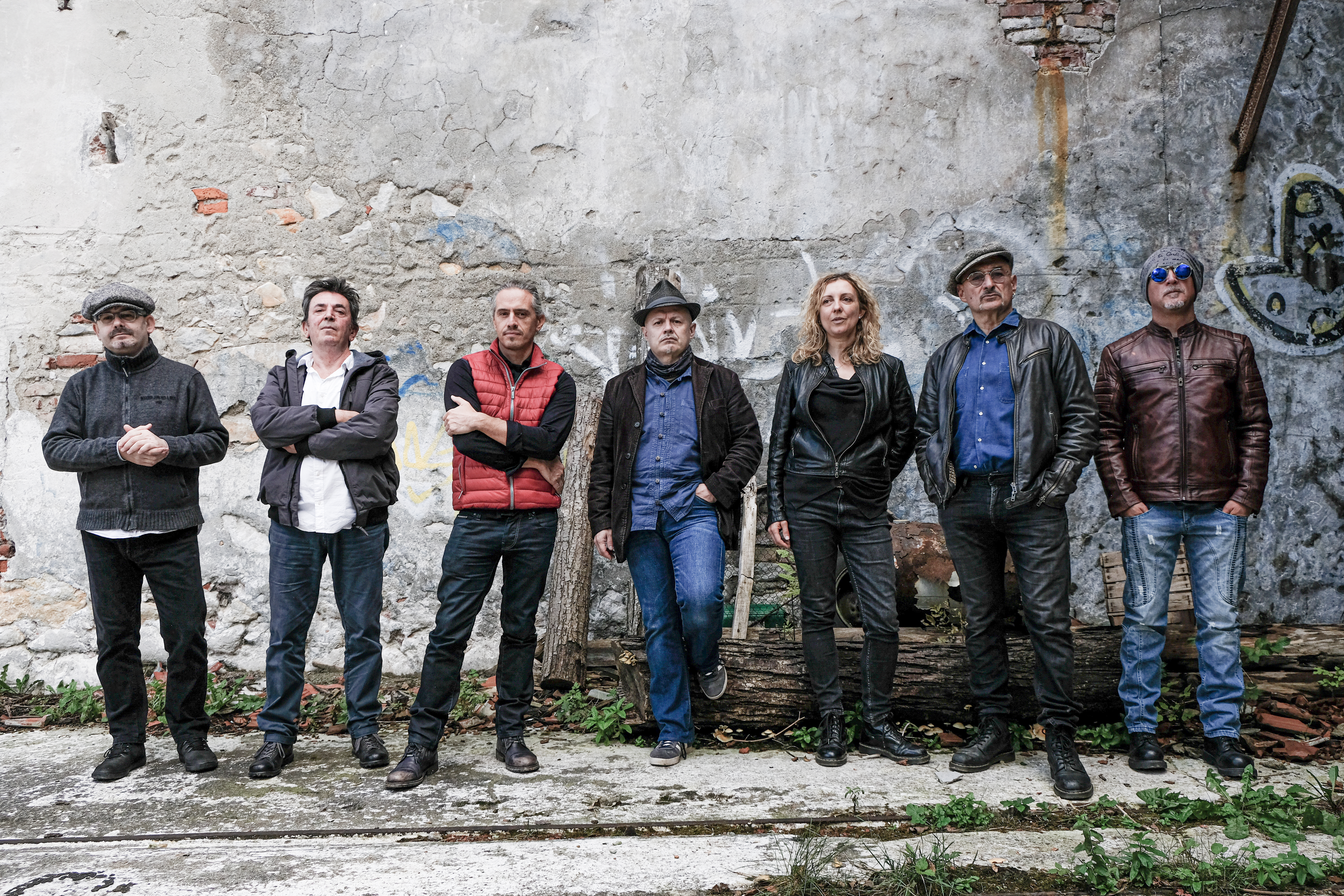
Le groupe en 2020.

Lou Dalfin tournent en 2009 et 2010, en Italie et à l’étranger et annoncent la sortie du nouvel album Cavalier Faidit enregistré en studio en 2011. 
Ils continueront de tourner depuis, jouant notamment au Tradicionarius et au Racconti d’inverno avec Beppe Gambetta en 2024. Le 8 mars 2024, ils participent à Persone Come Noi Onlus au cinéma Iris de Dronero.

## Membres
- Sergio Berardo – instruments traditionnels, voix
- Dino Tron – accordéon, organetto, cornemuse occitane, fifre
- Riccardo Serra – batterie
- Daniele Giordano – basse
- Enrico Gosmar – guitare
- Mario Poletti – mandoline, bouzouki, banjo

## Discographie
- 1982 : En Franso i ero de grando guero
- 1984 : L'Aze d'alegre
- 1992 : W Jan d'l'Eiretto
- 1995 : Gibus, bagase e bandí
- 1997 : Radio Occitania Libra (avec le groupe basque Sustraia)
- 1998 : Lo Viatge
- 2001 : La Flor de lo Dalfin
- 2003 : Sem encar ici
- 2004 : L'Òste del Diau (prix Tenco du meilleur album de musique traditionnelle d'Italie)
- 2005 : Al temps de festa en Occitania (DVD)
- 2007 : I Virasolelhs
- 2009 : Remescla (Musicalista/Green Queen Music/Self)
- 2011 : Cavalier Faidit (Musicalista)